# Sant Andreu de Palomar

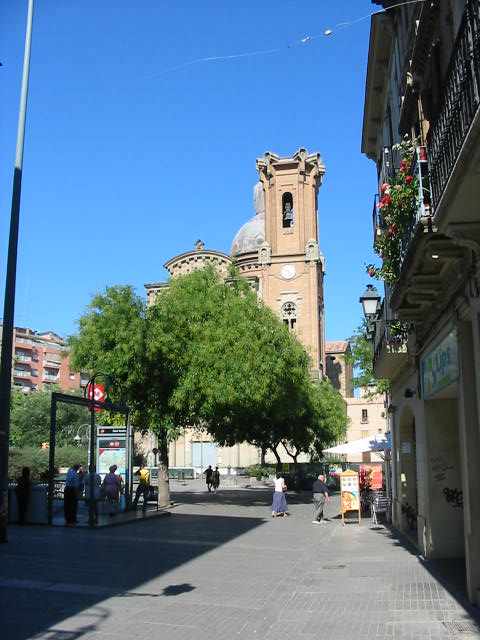
Plaça Orfila mit der Església de Sant Andreu de Palomar

Sant Andreu de Palomar ist ein Stadtviertel von Barcelona im Stadtbezirk Sant Andreu.

## Lage
Sant Andreu de Palomar liegt im Nordosten Barcelonas.

## Geschichte
Es wurde, zusammen mit anderen damaligen Vororten Barcelonas (Gràcia, Sants, Les Corts, Horta, Sant Martí, Sant Gervasi und später Sarrià), am 20. April 1897 gegen den Willen der Bevölkerung per Dekret der spanischen Königin in die Stadt Barcelona eingemeindet.
Gegen Ende des 19. Jahrhunderts galt die im 11. Jahrhundert gegründete Stadt als rasch anwachsend, sie lag an der Eisenbahn nach Granollers und 1878 hatte sie 14.615 Einwohner, es gab Baumwollspinnereien und -webereien, Töpfereien etc.
In diesem Stadtteil befindet sich das Fußballstadion Camp Municipal Narcís Sala.